# Haileymandi
Haileymandi è una città dell'India di 17.072 abitanti, situata nel distretto di Gurgaon, nello stato federato dell'Haryana. In base al numero di abitanti la città rientra nella classe IV (da 10.000 a 19.999 persone).

## Geografia fisica
La città è situata a 28° 21' 05 N e 76° 45' 23 E.

## Società

### Evoluzione demografica
Al censimento del 2001 la popolazione di Haileymandi assommava a 17.072 persone, delle quali 9.063 maschi e 8.009 femmine. I bambini di età inferiore o uguale ai sei anni assommavano a 2.473, dei quali 1.392 maschi e 1.081 femmine. Infine, coloro che erano in grado di saper almeno leggere e scrivere erano 11.804, dei quali 6.871 maschi e 4.933 femmine.